# Kevin Lawton
Kevin Lawton   (Auckland, 28 de setembre de 1960) és un remer neozelandès, ja retirat, guanyador d'una medalla olímpica.
El 1984 va prendre part en els Jocs Olímpics d'Estiu de Los Angeles, on guanyà la medalla de bronze en la prova del quatre amb timoner del programa de rem. Formà equip amb Brett Hollister, Don Symon, Barrie Mabbott i Ross Tong.